# Sebastián Aguado
Sebastián Aguado y Portillo (Jimena de la Frontera, 11 de octubre de 1854-Toledo, 13 de julio de 1933) fue un ceramista y escultor español, profesor en las Escuelas de Artes y Oficios de Madrid y de Toledo desde 1902. Se le atribuye el resurgimiento de la cerámica toledana en las primeras décadas del siglo XX.

## Biografía
Nacido en 1854 en la localidad gaditana de Jimena de la Frontera,
se trasladó de niño a la ciudad de Sevilla, donde aprendió dibujo en la Real Sociedad Económica de Amigos del País e ingresó como aprendiz en el taller del maestro Manuel Gutiérrez Cano, destacando en la escultura. A los dieciséis años viajó a Barcelona, trabajando en el taller de los hermanos Vallmitjana. Regresó nuevamente a Sevilla donde decidió dedicarse al arte cerámico; aprendió el oficio en el popular barrio de Triana, para ingresar en la fábrica de La Cartuja, donde terminó su formación en España. Más tarde perfeccionó sus conocimientos en las fábricas de Nápoles, Génova y Marsella, destacando como fundidor de esmaltes.
Posteriormente se estableció en Madrid, trabajando para Arturo Mélida, y al morir en 1890 el ceramista Guillermo Zuloaga (hermano de Daniel Zuloaga), le sustituyó en el cargo de maestro de taller de la Escuela de Artes y Oficios de Madrid, y adquirió más tarde el taller que los hermanos Zuloaga tenían en Vallehermoso.
Tras diversos premios nacionales se trasladó a Toledo, donde trabajó como profesor de cerámica y vidriería artística en la Escuela de Artes e Industrias. Contrajo matrimonio con María Luisa Villalba, su discípula, y dedicó sus estudios a la elaboración de cerámica tradicional toledana. Colaboró con el arquitecto Antonio Palacios Ramilo en las obras del metro de Madrid en 1919. Fue socio de honor del Círculo de Bellas Artes de Madrid (1904) y miembro fundador de la Real Academia de Bellas Artes y Ciencias Históricas de Toledo.  Falleció en Toledo el 13 de julio de 1933. Su taller se mantuvo activo hasta la guerra civil a cargo de su viuda y su hijo José, su mejor alumno y continuador. 